# Immeo Wohnen
Die Immeo SE war eine deutsche Immobiliengruppe mit Sitz in Essen. Der Verwaltungssitz befand sich in Oberhausen. Seit Juni 2018 gehört sie zum französischen Immobilienunternehmen Covivio.

## Allgemein
Die Tochtergesellschaften Immeo Wohnen Service GmbH und GFR Immobilien GmbH bewirtschafteten für die Immeo-Gruppe einen Bestand von rund 50.000 Wohnungen in den Metropolregionen Berlin, Dresden, Leipzig und Hamburg sowie im Rhein-Ruhr-Gebiet. Die Schwerpunkte der Gruppe lagen in der Immobilienvermietung und -bewirtschaftung sowie im Immobilienvertrieb. Des Weiteren war das Unternehmen auch in der Wohnungseigentumsverwaltung und bundesweit selbst sowie auch für andere Investoren im Bereich der Bewirtschaftung von Hotel-, Büro- und weiteren Gewerbeimmobilien tätig. Zudem betätigte sich die Immeo im Neubau-Segment.
Das Unternehmen hatte 2018 über 370 Mitarbeiter und betrieb circa 30 lokale Service-Center.

## Geschichte
Die Wurzeln der Immeo-Gruppe lagen im Werkswohnungsbau der ab 1861 durch Krupp (1861: 2 Mietshäuser in der Brücken-/Hügelstraße in Essen-West), Hoesch (1872: 48 Arbeiterwohnungen in Dortmund-Oesterholz) und Thyssen (1880: 10 2-Familien-Häuser in der Klosterstraße/An der Abtei in Duisburg-Hamborn) erstmals gebauten Werkwohnungen für die Arbeiter und Angestellten der Industriellen August Thyssen,  Alfred Krupp sowie Leopold Hoesch.
Im Jahre 1998 fusionierten die Unternehmen Thyssen und Krupp. Als Führungsgesellschaft steuerte die ThyssenKrupp Immobilien GmbH die neu aufgestellte Unternehmensgruppe mit den Geschäftsbereichen Wohnimmobilien, Immobilien Management, Immobilien Development und Immobilien Consulting.
Nach Ausscheiden aus dem ThyssenKrupp-Konzernverbund im Jahr 2004 und Veräußerung an das Erwerberkonsortium von Morgan Stanley und die Corpus Immobiliengruppe fand die Umfirmierung der Wohnungsgesellschaft in „Immeo“ statt.
Im Jahr 2006 übernahm die französische Immobiliengruppe Foncière des Régions die Immeo.
Die zwischenzeitlich in Immeo SE umgewandelte Gruppe erwarb seit 2011 Objekte in Berlin, Potsdam, Dresden, Leipzig und Hamburg.
Die Umwandlung zur SE (Societas Europea, Rechtsform für Aktiengesellschaften in der Europäischen Union) und die französischen Gesellschafter der Immeo-Gruppe war Ausdruck der europäischen Ausrichtung, die sich auch im Immobiliensektor widerspiegelte.
Am 1. Juni 2018 wurde die Immeo zusammen mit der Foncière des Régions unter dem Namen Covivio zusammengeschlossen.